# Claudea
Genre
Claudea est un genre d’algues rouges de la famille des Delesseriaceae, sous-famille des Delesserioideae , tribu des Claudeeae.

## Liste d'espèces
Selon AlgaeBase (18 février 2019) :
- Claudea batanensis Tanaka
- Claudea elegans J.V.Lamouroux (espèce type)
- Claudea multifida Harvey